# За какво шуми реката
„За какво шуми реката“ (на арменски: Ինչո՞ւ է աղմկում գետը) е съветски филм от 1959 година.

## Сюжет
Атанес Гамбарян (Грачя Нерсесян), жител на погранично село, след края на Втората световна война в която е пленен, се озовава в Турция, на срещуположния бряг на река Аракс, гледайки към своята родина. По време на едно дежурство граничарят Армен (Фрунзе Довлатян), който е влюбен в дъщерята на Атанес, Седа (Лилия Оганесян), го вижда на отсрещния бряг и го разпознава. Спасявайки падналата в реката девойка Фируза (Анаида Адамян), Гамбарян осъществява мечтата си и се добира до родината.

## В ролите
- Грачя Нерсесян като Атанес Гамбарян
- Авет Аветисян като директора на колхоза Бурназян
- Фрунзе Довлатян като ефрейтор Армен Манукян
- Лилия Оганесян като Седа Гамбарян
- Николай Казаков като редник Самохин
- Левон Тухикян като Сурен
- Верджалуйс Мириджанян като Пайцар
- Давид Малян като полковник Дарбинян
- Лев Лобов като Арсен
- Хорен Абрамян като капитан Соколов
- Олег Герасимов като сержант Андреев
- Азер Курбанов като турския граничен комисар
- Анаида Адамян като Фируза
- Ашот Нерсесян като стареца
- Леонид Чембарский като специалиста по напояване
- Амалия Аразян като Ашхен
- Татяна Хачатрян като селянката
- Фрунзик Мкртчян като Хачатур
- Сайфуло Джурабаев като Бигилдаев